# كونيوانغو (نيويورك)
كونيوانغو (بالإنجليزية: Conewango, New York)‏ هي بلدة أمريكية تقع في الولايات المتحدة في مقاطعة كاتاروغوس، نيويورك. يقدر عدد سكانها بـ 1,732 نسمة ومساحتها 93.7 كم2 وترتفع عن سطح البحر 408 متر.